# Calliephialtes thurberiae
Calliephialtes thurberiae är en stekelart som beskrevs av Joseph Augustine Cushman 1915. Calliephialtes thurberiae ingår i släktet Calliephialtes och familjen brokparasitsteklar. Inga underarter finns listade.